# Love Is All Around
Love Is All Around е песен на Трогс, включваща струнен квартет и тиктакащ перкусионен звук, всичко това във ре-мажор. Неин автор е вокалистът Рег Пресли, който вероятно е вдъхновен от ТВ продукция на бенда на Джой Стрингс Салвейшън Арми (Армията на спасението) Love That's All Around. Песента е издадена като сингъл в ОК през октомври 1967 година. В класацията за 50-те най-успешни сингли, тя заема 50-о място на 18 октомври 1967 година, и 5-о място на 22 ноември 1967 година, и се появява 15 поредни пъти. В Билборд Хот 100 в Щатите, тя заема 98-о място на 24 февруари 1968 година, 7-о на 18 май 1968 г., и прекарва общо 16 седмици в тази класация.
Love Is All Around е кавърирана от много артисти, включително РЕМ, с когото Трогс записват новия си албум от 1992 година AThens Andover. Кавърът на РЕМ е Б-страна на сингъла им Radio Song (1991 година), и те го изсвирват на първото си появяване в ЕмТиВи Ънплъгд същата година. Кавърът на Ует Ует Ует е част от саундтрака на Четири сватби и едно погребение, става международен хит, и изкарва 15 последователни седмици като номер едно в Британската класация за сингли през 1994.